# Epirubicin
Epirubicín antibiotični citostatik iz skupine antraciklinov. Uporablja se za zdravljenje različnih vrst raka, in sicer pri raku dojke, limfomih, levkemijah, raku pljuč, raku jajčnikov, hormonsko neodvisnem raku prostate, sarkomih mehkih tkiv, raku želodca in raku sečnega mehurja. Uporablja se lahko samostojno ali v kombinaciji z drugimi protirakavimi učinkovinami. Daje se intravensko, pri zdravljenju raka sečnega mehurja pa intravezikalno – z neposrednim vnosom v sečni mehur.
Strukturno je podoben doksorubicinu. Epirubicin je epimer doksorubicina; razlikujeta se v orientaciji hidroksilne skupine na položaju 4’ na davnosamininskem obroču molekule in tako izkazujeta nasprotno kiralnost. Njuna učinkovitost je podobna, zaradi drugačne orientacije hidroksilne kisline pa se razlikujeta v času eliminacije in varnostnem profilu, ki je pri epirubicinu ugodnejši. Pri epirubicinu so naslednji neželeni učinki manj izraženi, vendar še vedno spadajo med najpogostejše: zaviranje kostnega mozga (mielosupresija), slabost in bruhanje, izpadanje las, mukozitis in škodljivo delovanje na srce. Kardiotoksičnost ostaja možen hud neželeni učinek, natančen mehanizem škodljivega delovanja na srce pa še ni dokončno pojasnjen. 
Podobno kot druga protirakava zdravila iz skupine antraciklinov deluje na DNK v celicah, in sicer se interkalira med verige DNK, tvori komplekse z DNK in posledično zavira sintezo DNK in RNK. Nadalje vpliva tudi na delovanje encima topoizomeraze, povzroča pa tudi nastanek radikalov, ki morda sodelujejo pri poškodbi DNK in drugih celičnih sestavin.
Epirubicin so prvič odobrili za klinično uporabo v Franciji leta 1982, trenutno pa je odobren v več kot 80 državah. Na trgu je originatorsko zdravilo Ellence podjetja Pfizer in različna generična zdravila.

## Klinična uporaba
Epirubicin se samostojno ali v kombinaciji z drugimi protirakavimi zdravili uporablja za zdravljenje različnih vrst raka, in sicer pri raku dojke, limfomih, levkemijah, raku pljuč, raku jajčnikov, hormonsko neodvisnem raku prostate, sarkomih mehkih tkiv, raku želodca in raku sečnega mehurja.

### Rak dojke
V zdravljenju raka dojke se uporablja v dopolnilnem (adjuvantnem) zdravljenju lokalne bolezni (torej po kirurškem zdravljenju, z namenom uničenja morebitnih mikrozasevkov) ter v zdravljenju razsejane bolezni.

## Mehanizem delovanja
Mehanizem delovanja epirubicina je enak kot pri drugih antraciklinskih protirakavih zdravilih in torej primerljiv z mehanizmom doksorubicina. Prehaja v celična jedra in tvori komplekse z DNK ter zavira sintezo nukleinskih kislin in mitozo. Mehanizem delovanja sicer ni dokončno pojasnjen. Poleg tvorbe kompleksov z DNK v celičnem jedru z interkalacijo med verige DNK epirubicin oziroma antraciklini delujejo tudi na encima topoizomerazo in helikazo. Povzročajo tudi nastanek radikalov, ki morda sodelujejo pri poškodbi DNK, lipidov v celični membrani mitohondrijev. Citotoksično deluje na vse faze celičnega cikla, največji učinek pa izkazuje v fazah S in G2.